# Донат Ррудгані
Донат Ррудгані (алб. Donat Rrudhani, нар. 2 травня 1999, Косовська-Камениця) — косовський футболіст, півзахисник швейцарського клубу «Люцерн».
Виступав, зокрема, за клуб «Янг Бойз», а також національну збірну Косова.
Чемпіон Швейцарії. Володар Кубка Швейцарії.

## Клубна кар'єра
Народився 2 травня 1999 року в місті Косовська-Камениця. Вихованець французьких юнацьких команд футбольних клубів «Лангрес», «Труа» та «Брунстатт».
У дорослому футболі дебютував 2017 року виступами за команду «Тімау Базель», у якій провів один сезон, взявши участь у 22 матчах чемпіонату. 
Згодом з 2018 по 2022 рік грав у складі команд «Блек Старз» (Базель) та «Аарау».
Своєю грою за останню команду привернув увагу представників тренерського штабу клубу «Янг Бойз», до складу якого приєднався 2022 року. Відіграв за бернську команду наступні два сезони своєї ігрової кар'єри.
Протягом 2024 року захищав кольори клубів «Лозанна» та «Янг Бойз».
До складу клубу «Люцерн» приєднався 2024 року. Станом на 16 вересня 2024 року відіграв за люцернську команду 3 матчі в національному чемпіонаті.
| Дата       | Місто    | Господарі         | Результат | Гості             | Турнір                               | Голи | Примітки  |
| ---------- | -------- | ----------------- | --------- | ----------------- | ------------------------------------ | ---- | --------- |
| 8-6-2021   | Манавгат | Косово            | 1 – 2     | Гвінея            | товариський матч                     | -    | 85'       |
| 11-6-2021  | Манавгат | Косово            | 1 – 0     | Гамбія            | товариський матч                     | -    |           |
| 9-6-2022   | Приштина | Косово            | 3 – 2     | Північна Ірландія | Ліга націй УЄФА 2022-2023 - 1-й етап | -    | 75'       |
| 12-6-2022  | Волос    | Греція            | 2 – 0     | Косово            | Ліга націй УЄФА 2022-2023 - 1-й етап | -    | 46'       |
| 24-9-2022  | Белфаст  | Північна Ірландія | 2 – 1     | Косово            | Ліга націй УЄФА 2022-2023 - 1-й етап | -    |           |
| 27-9-2022  | Приштина | Косово            | 5 – 1     | Кіпр              | Ліга націй УЄФА 2022-2023 - 1-й етап | 1    |           |
| 16-11-2022 | Приштина | Косово            | 2 – 2     | Вірменія          | товариський матч                     | 1    | 65'       |
| 19-11-2022 | Приштина | Косово            | 1 – 1     | Фарерські острови | товариський матч                     | -    |           |
| 28-3-2023  | Приштина | Косово            | 1 – 1     | Андорра           | Відбір до ЧЄ 2024                    | -    | 46'       |
| 19-6-2023  | Будапешт | Білорусь          | 2 – 1     | Косово            | Відбір до ЧЄ 2024                    | -    |           |
| 22-3-2024  | Єреван   | Вірменія          | 0 – 1     | Косово            | товариський матч                     | -    | 68' 90+5' |
| 26-3-2024  | Будапешт | Угорщина          | 2 – 0     | Косово            | товариський матч                     | -    | 71'       |
| 6-9-2024   | Приштина | Косово            | 0 – 3     | Румунія           | Ліга націй УЄФА 2024-2025 - 1-й етап | -    | 81'       |
| 9-9-2024   | Ларнака  | Кіпр              | 0 – 4     | Косово            | Ліга націй УЄФА 2024-2025 - 1-й етап | -    |           |
| Усього     |          | Матчів            | 14        |                   | Голів                                | 2    |           |

## Титули і досягнення
- Чемпіон Швейцарії (1):

«Янг Бойз»: 2022-2023
- Володар Кубка Швейцарії (1):

«Янг Бойз»: 2022-2023